# 諾迪卡航空

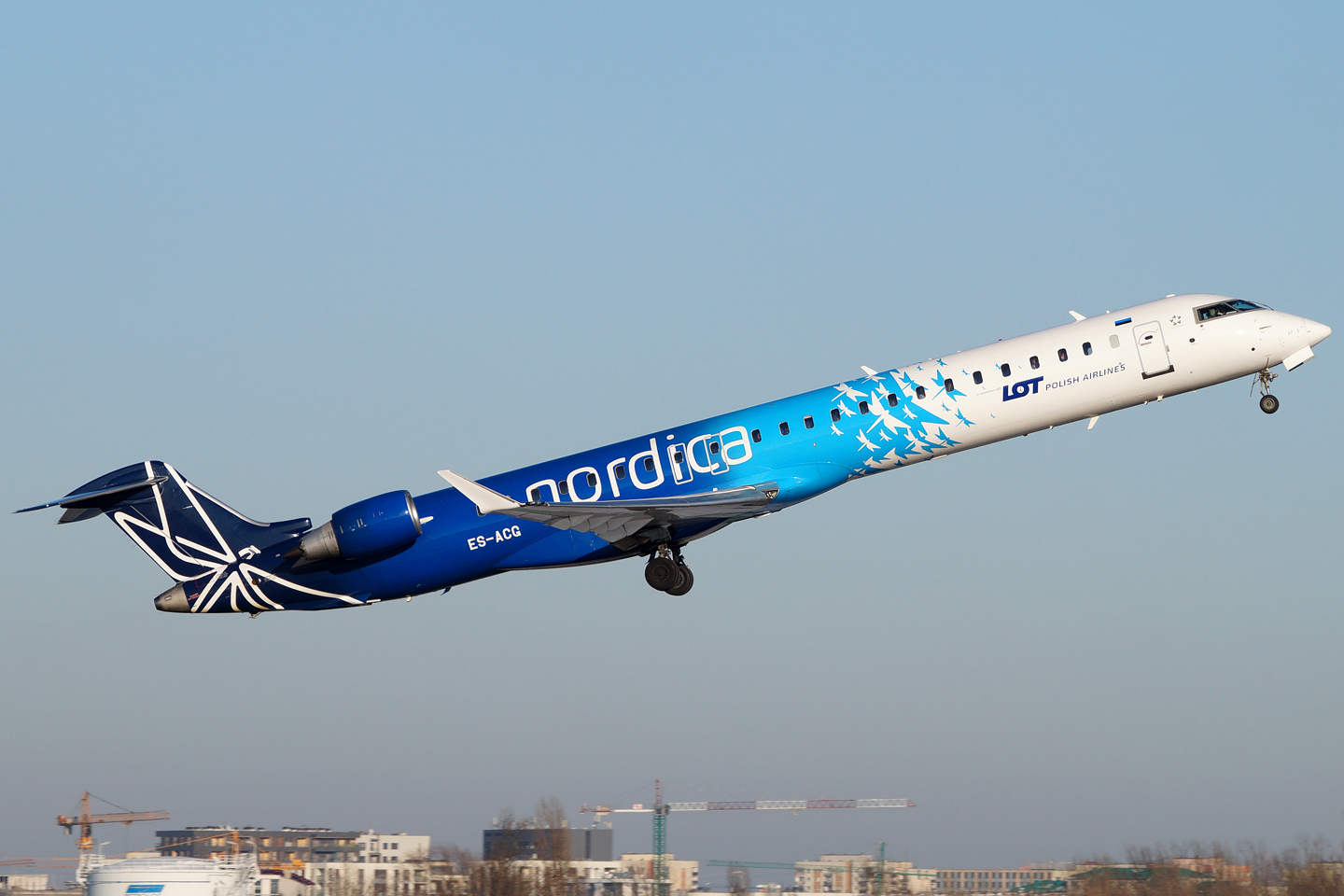
该航空公司的一架庞巴迪CRJ900

诺迪卡航空（Nordica）是愛沙尼亞的國家航空公司，總部位於該國首都塔林，以塔林機場作為樞紐。它是自2015年前国家航空公司爱沙尼亚航空破产后成立的。

## 航點
| 旗幟 | 城市     | 國家     | 機場名稱         | 備註     |
|      | 塔林     | 愛沙尼亞 | 塔林機場         | 樞紐機場 |
|      | 布魯塞爾 | 比利時   | 布魯塞爾國際機場 |          |
|      | 華沙     | 波蘭     | 華沙蕭邦機場     |          |

## 外部連結
- 官方網站（页面存档备份，存于）（文）（英文）（俄文）（德文）